# Magnesiohögbomita-2N4S
La magnesiohögbomita-2N4S és un mineral de la classe dels òxids que pertany al grup de la högbomita.

## Característiques
La magnesiohögbomita-2N4S és un òxid de fórmula química (Mg8.43Fe2+1.57)sum=10Al22Ti4+₂O46(OH)₂. Va ser aprovada com a espècie vàlida per l'Associació Mineralògica Internacional l'any 2010. Cristal·litza en el sistema hexagonal. La seva duresa a l'escala de Mohs es troba entre 6,5 i 7.

## Formació i jaciments
Va ser descoberta a les muntanyes de Sør Rondane, a la Terra de la Reina Maud, (Antàrtida Oriental, Antàrtida), on es troba com a cristalls euèdrics en forma de plaques o prismes hexagonals, amb plans d'escissió a {001}, sent l'únic a tot el planeta on ha estat descrita aquesta espècie mineral.